# Шуганка (деревня)
Шуганка — деревня в Муслюмовском районе Татарстана. Входит в состав Баланнинского сельского поселения.

## География
Находится в восточной части Татарстана на расстоянии приблизительно 14 км на юг-юго-запад по прямой от районного центра села Муслюмово и в 6 км от административного центра, села Баланны.

## История
Основана в 1930-х годах как отделение совхоза «Овцевод».

## Население
Постоянных жителей было: в 1938—1624, в 1949—1721, в 1958—883, в 1970—915, в 1979—772, в 1989—505, 470 в 2002 году (татары 80 %), 420 в 2010.